# درو هايز
درو هايز (بالإنجليزية: Drew Hayes)‏ هو رسام بالرصاص أمريكي، ولد في 20 يوليو 1969 في بيلينغام في الولايات المتحدة، وتوفي بنفس المكان في 21 مارس 2007 بسبب نوبة قلبية.